# 개는 훌륭하다
《개는 훌륭하다》는 2019년 11월 4일부터 2024년 7월 1일까지 방송된 KBS 2TV의 동물 전문 예능 프로그램이다.

## 개요
기획 의도
성숙한 반려동물 문화를 조성하기 위해 반려견과 사람이 행복하게 어우러져 사는 법을 함께 고민해보는 예능 프로그램이다.
프로그램의 역사
- 첫 회부터 매주 월요일 밤 11시 10분에 방송되었다.
- KBS는 해당 프로그램의 신설에 앞서 사랑은 뷰티풀 인생은 원더풀을 월요일, 화요일 밤 11시 10분에 재방송될 예정이었으나 불발되었다.
- 조선로코 - 녹두전을 끝으로 KBS 2TV 월화드라마가 잠정 휴방됨에 따라 휴방 기간 동안 편성 공백을 메우기 위해 기획되었다. 2019년 12월 2일부터 2020년 3월 30일까지[1] 월요일 밤 10시에 방송되었다.
- 계약우정을 통해 월화 미니시리즈가 부활됨에 따라[2] 2020년 4월 6일부터 6월 15일까지 처음 시작할 시간대로 변경되었다.
- 한때 목요일 이동설도 제기되었지만 출연진 중의 한 명인 이경규가 매주 목요일 밤 9시 50분부터 1부와 2부 분할 편성 중인 채널A 예능 프로그램 도시어부에 출연 중이라 좌절되었다.
- 공동 여자 MC 이유비는 본업인 배우 활동에 전념하기 위해 2020년 6월 1일 방송분을 끝으로 해당 프로그램(개는 훌륭하다)에서 하차하였다.[3]
- KBS의 월화드라마와 수목드라마가 30분 빠른 밤 9시 30분으로 변경됨에 따라 2020년 6월 29일부터 2022년 6월 20일까지 밤 10시 40분으로 변경되어 방송되었다.[4]
- KBS의 월화드라마 밤 9시 50분으로 변경됨에 따라 2022년 6월 27일부터 2023년 4월 3일까지 월요일 밤 11시로 변경되어 방송되었다.
- 2023년 4월 개편으로 인해 2023년 4월 10일부터 2024년 1월 1일까지 매주 월요일 저녁 8시 30분으로 변경되어 방송됐다.
- 2024년 1월 갑진년 새해 개편으로 인해 2024년 1월 8일부터 7월 1일까지 매주 월요일 저녁 8시 55분으로 변경되어 방송됐다.

## 방송 시간
| 방송 채널 | 방송 기간                                                                          | 방송 시간                                | 방송 시간                                | 비고                                  |
| --------- | ---------------------------------------------------------------------------------- | ---------------------------------------- | ---------------------------------------- | ------------------------------------- |
| KBS 2TV   | 2019년 11월 4일 ~ 2019년 11월 25일                                                 | 1부                                      | 매주 월요일 밤 11:10 ~ 11:50             | 분리 편성 (1, 2부)                    |
| KBS 2TV   | 2019년 11월 4일 ~ 2019년 11월 25일                                                 | 2부                                      | 매주 월요일 밤 11:50 ~ 화요일 새벽 12:30 | 분리 편성 (1, 2부)                    |
| KBS 2TV   | 2019년 12월 2일 ~ 2019년 12월 30일                                                 | 1부                                      | 매주 월요일 밤 10:00 ~ 10:40             | 분리 편성 (1, 2부)                    |
| KBS 2TV   | 2019년 12월 2일 ~ 2019년 12월 30일                                                 | 2부                                      | 매주 월요일 밤 10:40 ~ 11:20             | 분리 편성 (1, 2부)                    |
| KBS 2TV   | 2020년 1월 6일 ~ 2020년 3월 30일                                                   | 1부                                      | 매주 월요일 밤 10:10 ~ 10:45             | 분리 편성 (1, 2부)                    |
| KBS 2TV   | 2020년 1월 6일 ~ 2020년 3월 30일                                                   | 2부                                      | 매주 월요일 밤 10:45 ~ 11:40             | 분리 편성 (1, 2부)                    |
| KBS 2TV   | 2020년 4월 6일                                                                     | 1부                                      | 매주 월요일 밤 11:10 ~ 화요일 새벽 12:05 | 분리 편성 (1, 2부)                    |
| KBS 2TV   | 2020년 4월 6일                                                                     | 2부                                      | 매주 화요일 새벽 12:05 ~ 12:40           | 분리 편성 (1, 2부)                    |
| KBS 2TV   | 2020년 6월 22일                                                                    | 1부                                      | 월요일 밤 11:00 ~ 11:35                  | 분리 편성 (1, 2부)                    |
| KBS 2TV   | 2020년 6월 22일                                                                    | 2부                                      | 월요일 밤 11:35 ~ 화요일 새벽 12:30      | 분리 편성 (1, 2부)                    |
| KBS 2TV   | 2020년 6월 29일                                                                    | 1부                                      | 월요일 밤 10:30 ~ 11:05                  | 분리 편성 (1, 2부)                    |
| KBS 2TV   | 2020년 6월 29일                                                                    | 2부                                      | 월요일 밤 11:05 ~ 화요일 새벽 12:00      | 분리 편성 (1, 2부)                    |
| KBS 2TV   | 2020년 7월 6일 ~ 2020년 8월 17일 2020년 8월 31일 2020년 9월 21일 ~ 2021년 6월 28일 | 1부                                      | 매주 월요일 밤 10:40 ~ 11:15             | 분리 편성 (1, 2부)                    |
| KBS 2TV   | 2020년 7월 6일 ~ 2020년 8월 17일 2020년 8월 31일 2020년 9월 21일 ~ 2021년 6월 28일 | 2부                                      | 매주 월요일 밤 11:15 ~ 화요일 새벽 12:10 | 분리 편성 (1, 2부)                    |
| KBS 2TV   | 2020년 8월 24일 2020년 9월 7일 ~ 2020년 9월 14일                                   | 1부                                      | 매주 월요일 밤 10:35 ~ 11:30             | 분리 편성 (1, 2부)                    |
| KBS 2TV   | 2020년 8월 24일 2020년 9월 7일 ~ 2020년 9월 14일                                   | 2부                                      | 매주 월요일 밤 11:30 ~ 화요일 새벽 12:05 | 분리 편성 (1, 2부)                    |
| KBS 2TV   | 2021년 7월 5일 ~ 2021년 10월 4일                                                   | 매주 월요일 밤 10:40 ~ 화요일 새벽 12:10 | 매주 월요일 밤 10:40 ~ 화요일 새벽 12:10 | 통합 편성 (지상파·종편 중간광고 포함) |
| KBS 2TV   | 2022년 1월 3일 ~ 2022년 2월 28일                                                   | 매주 월요일 밤 10:40 ~ 화요일 새벽 12:10 | 매주 월요일 밤 10:40 ~ 화요일 새벽 12:10 | 통합 편성 (지상파·종편 중간광고 포함) |
| KBS 2TV   | 2022년 3월 14일 ~ 2022년 6월 20일                                                  | 매주 월요일 밤 10:40 ~ 화요일 새벽 12:10 | 매주 월요일 밤 10:40 ~ 화요일 새벽 12:10 | 통합 편성 (지상파·종편 중간광고 포함) |
| KBS 2TV   | 2021년 10월 11일 ~ 2021년 10월 18일                                                | 매주 월요일 밤 10:50 ~ 화요일 새벽 12:20 | 매주 월요일 밤 10:50 ~ 화요일 새벽 12:20 | 통합 편성 (지상파·종편 중간광고 포함) |
| KBS 2TV   | 2021년 12월 20일 ~ 2021년 12월 27일                                                | 매주 월요일 밤 10:50 ~ 화요일 새벽 12:20 | 매주 월요일 밤 10:50 ~ 화요일 새벽 12:20 | 통합 편성 (지상파·종편 중간광고 포함) |
| KBS 2TV   | 2022년 3월 7일                                                                     | 매주 월요일 밤 10:50 ~ 화요일 새벽 12:20 | 매주 월요일 밤 10:50 ~ 화요일 새벽 12:20 | 통합 편성 (지상파·종편 중간광고 포함) |
| KBS 2TV   | 2021년 10월 25일 ~ 2021년 12월 13일                                                | 매주 월요일 밤 10:45 ~ 화요일 새벽 12:15 | 매주 월요일 밤 10:45 ~ 화요일 새벽 12:15 | 통합 편성 (지상파·종편 중간광고 포함) |
| KBS 2TV   | 2022년 6월 27일                                                                    | 매주 월요일 밤 11:10 ~ 화요일 새벽 12:40 | 매주 월요일 밤 11:10 ~ 화요일 새벽 12:40 | 통합 편성 (지상파·종편 중간광고 포함) |
| KBS 2TV   | 2022년 7월 4일 ~ 2023년 4월 3일                                                    | 매주 월요일 밤 11:00 ~ 화요일 새벽 12:30 | 매주 월요일 밤 11:00 ~ 화요일 새벽 12:30 | 통합 편성 (지상파·종편 중간광고 포함) |
| KBS 2TV   | 2023년 4월 10일 ~ 2023년 5월 22일                                                  | 매주 월요일 저녁 8:30 ~ 밤 9:50          | 매주 월요일 저녁 8:30 ~ 밤 9:50          | 통합 편성 (지상파·종편 중간광고 포함) |
| KBS 2TV   | 2023년 5월 29일 ~ 2024년 1월 1일                                                   | 매주 월요일 저녁 8:30 ~ 밤 9:45          | 매주 월요일 저녁 8:30 ~ 밤 9:45          | 통합 편성 (지상파·종편 중간광고 포함) |
| KBS 2TV   | 2024년 1월 8일 ~ 2024년 7월 1일                                                    | 매주 월요일 저녁 8:55 ~ 밤 10:10         | 매주 월요일 저녁 8:55 ~ 밤 10:10         | 통합 편성 (지상파·종편 중간광고 포함) |

## 역대 출연자

### 최종 출연자
| 출연자 및 패널 | 방송 기간                        | 방송 회차   | 비고 |
| -------------- | -------------------------------- | ----------- | ---- |
| 이경규         | 2009년 11월 4일 ~ 2024년 7월 1일 | 1~ 225회    |      |
| 박세리         | 2023년 4월 10일 ~ 2024년 7월 1일 | 169 ~ 225회 |      |

### 이전 출연자
| 출연진 및 패널 | 방송 기간                          | 방송 회차  | 비고                                                  |
| -------------- | ---------------------------------- | ---------- | ----------------------------------------------------- |
| 이유비         | 2019년 11월 4일 ~ 2020년 6월 1일   | 1 ~ 30회   | 배우 활동으로 인한 하차                               |
| 장도연         | 2020년 10월 12일 ~ 2023년 3월 27일 | 49 ~ 167회 |                                                       |
| 강형욱         | 2019년 11월 4일 ~ 2024년 5월 13일  | 1 ~ 222회  | 강형욱이 직장내 괴롭힘과 갑질 논란 소식으로 인한 하차 |

### 특별출연
- 홍수아 : 10회
- 설하윤 : 11회
- 김지민 : 12회
- 현진영 : 13회
- 지상렬 : 14회, 18회, 19회
- 브라이언 (플라이 투 더 스카이) : 15회
- 권혁수 : 16회
- 유권 (블락비) : 17회
- 이수지 : 20회
- 솔비 : 21회
- 유리 (소녀시대) : 23회
- 황보라 : 24회
- 위너 (강승윤, 이승훈) : 25회
- 조권 : 26회
- 황광희 : 27회
- 에이핑크 (오하영, 정은지) : 28회
- 한승연 : 29회, 168회
- 김우석 (업텐션) : 30회, 51회
- 트와이스 (나연, 모모, 쯔위) : 31회
- 강남 : 32회, 38회, 43회
- 유이, 남이안 : 33회
- 나태주 (K타이거즈 제로), 류지광, 조정민 : 34회
- 윤두준 (하이라이트) : 35회
- 조이 (레드벨벳) : 36회, 51회
- 여자친구 (소원, 신비, 예린) : 37회
- 제시 : 38회
- 뉴이스트 (JR, 아론) : 39회, 51회
- 허경환, 남이안 : 40회
- 효연 (소녀시대) : 41회
- ITZY : 42회
- 에버글로우 : 43회
- 성시경, 승희 (오마이걸), 타일러 라쉬, 다니엘 린데만, 오오기 히토시 : 44회
- 이수경 : 45회
- 아유미, 솔지 (EXID) : 46회
- 양요섭 (하이라이트) : 47회
- 성시경, 승희 (오마이걸) : 48회
- 류근지 : 50회
- 태민 (샤이니) : 53회
- 김요한 (위아이) : 59회
- 이기우 : 74회
- 벤 : 76회
- 설인아 : 78회
- 스테파니 : 79회
- 홍자 : 80회
- 이정신 (씨엔블루) : 81회, 100회
- 최도진, 이하준 (더블레스), 안성준 : 82회
- 민영, 유정 (브레이브걸스) : 84회
- 시현, 온다 (에버글로우) : 86회
- 차수빈 : 88회
- 성진우, 권진영 : 89회, 90회
- 승관, 에스쿱스 (세븐틴) : 99회
- 표창원, 박준형 (god), 서동주 : 100회
- 에일리 : 105회
- 공소원 : 106회
- 허영지 (카라) : 119회
- 윤하 : 128회
- 영탁 : 134회
- 박초롱, 윤보미 (에이핑크) : 135회
- 한보름 : 137회
- 박군 : 138회
- 이초희 : 141회
- 정동원 : 142회,219회
- 레이, 장원영 (IVE) : 146회
- 크러쉬 : 148회
- 최강창민 (동방신기) : 150회
- 소희, 채빈 (네이처) : 151회
- 기현 (몬스타엑스) : 156회
- 이예림 : 158회
- 문희경 : 176회
- 이소연 : 208회
- 손동운 (하이라이트) : 213회
- 청하 : 214회
- 윤수현 : 215회
- 효정 (오마이걸) : 217회
- 이상혁, 운학 (BOYNEXTDOOR): 218회
- 김정태,박혜신 : 221회
- 강율, 이지 (아이칠린) : 222회
- JO, 민재 (DXMON) : 223회
- 라키 : 224회

전 제작사
- 1대 : 코엔미디어
- 2대 : 펑키스튜디오

## 수상 경력
2020년
- 2020년 KBS 연예대상
  - 핫이슈 예능 프로그램상

2021년
- 2021년 KBS 연예대상
  - 프로듀서 특별상 : 강형욱
  - 쇼·버라이어티 부문 베스트 엔터테이너상 : 장도연

2022년
- 2022년 KBS 연예대상
  - 인기상 : 장도연
  - 올해의 예능인상 : 이경규

## 같이 보기
- 개
- 반려동물

## 특이 사항
- 해당 프로그램의 제목은 출연진 중의 한 명인 이경규가 영화로 제작하였던 시나리오이기도 했는데[5], 일제강점기 당시 일본군들이 조선인 마을을 습격해 학살을 벌이자 그걸 지켜본 복날이란 개가 산으로 가 무술을 연마해 일본군에게 복수한다는 스토리였다. 그 누구도 영화로 만들겠다는 말을 하지 않은 데다 이경규 자신도 망할 거라고 직감해 영화 시나리오에서 제목만 따서 프로그램을 만들었다.
- TV를 보조하게 될 OTT 서비스를 사용할 때 이를 대신하여 이용될 때 제일 제격이다. 다른 방송 프로그램들이 시간이 매우 부적절해 이용하기가 꺼려하게 될 때에도 가장 유용한 프로그램으로 자리잡게 된다.
- SBS TV의 예능 프로그램 백종원의 골목식당의 스토리라인과 재미 요인을 벤치마킹하였다.[6]
- 방청객 웃음소리(Laugh Track) 효과가 전혀 사용되지 않는다.
- 시청가가 15세 이상 시청가로 판정을 받은 이유는 폭력성, 언어, 모방 위험 등이 있기 때문이다.
- 33회에서 최초로 훈련을 진행하지 못하고 종료된 사건이 일어났다. 이 일로 인해 호불호로 나뉘어 논란이 일컬었다.